# Pillow
Pillow is een plaats (borough) in de Amerikaanse staat Pennsylvania, en valt bestuurlijk gezien onder Dauphin County.

## Demografie
Bij de volkstelling in 2000 werd het aantal inwoners vastgesteld op 304.
In 2006 is het aantal inwoners door het United States Census Bureau geschat op 289, een daling van 15 (-4,9%).

## Geografie
Volgens het United States Census Bureau beslaat de plaats een oppervlakte van
1,2 km², geheel bestaande uit land. Pillow ligt op ongeveer 166 m boven zeeniveau.

## Plaatsen in de nabije omgeving
De onderstaande figuur toont nabijgelegen plaatsen in een straal van 12 km rond Pillow.